# Mednarodno letališče Bujumbura
Mednarodno letališče Melchior Ndadaye je letališče v Bujumburi, nekdanjem glavnem mestu Burundija. To je edino mednarodno letališče v Burundiju in edino s tlakovano vzletno-pristajalno stezo.

## Zgodovina
Letališče je bilo odprto leta 1952. 1. julija 2019 je bilo preimenovano v Mednarodno letališče Melchior Ndadaye po prvem demokratično izvoljenem predsedniku Burundija, ki je bil umorjen v državnem udaru oktobra 1993, tri mesece po izvolitvi. Ta dogodek je sprožil desetletje dolgo burundijsko državljansko vojno.

## Letalske družbe in destinacije
Od decembra z bujumburskega letišča redno letijo spodaj navedene družbe:

### Potniški
| Letalske družbe    | Destinacije                   |
| ------------------ | ----------------------------- |
| Air Tanzania       | Dar es Salaam, Kigoma         |
| Brussels Airlines  | Brussels                      |
| Ethiopian Airlines | Addis Ababa, Kigali           |
| Kenya Airways      | Kigali, Nairobi–Jomo Kenyatta |
| RwandAir           | Kigali                        |
| Uganda Airlines    | Entebbe                       |

### Tovorni
| Letalske družbe          | Destinacije         |
| ------------------------ | ------------------- |
| Ethiopian Airlines Cargo | Addis Ababa, Kigali |